# Hematocrit
Hematocritul este procentul volumic ocupat de eritrocite in volumul sanguin. Este unul din parametrii hematologici.